# Дијада (социологија)
Дијада је група од само две особе које су у интензивној интеракцији, међусобно тесно емотивно повезане. У дијади односи могу бити комплементарни и реципрочни, асиметрични итд. Афективне везе међу члановима дијаде могу бити позитивне, негативне и амбивалентне. У психоанализи и развојној психологији посебна пажња се посвећује истраживању односа у дијади мајка-дете. Сматра се да су емоционални односи у дијади мајка-дете прототип свих доцнијих интерперсоналних веза и темељ развоја личности.